# 千里浜村
千里浜村（ちりはまむら）は、石川県羽咋郡に存在した村。
千里浜は、元は「塵浜」「散浜」とも表記し、由来は「作物が育たないほど不毛で、免税地だった」とも「塵埃が浜に打ち上げられたから」とも言われている。

## 地理
- 現在の羽咋市の西部。日本海の海岸に面する所に位置する。
- 現在の羽咋市の中心市街地の西隣。
- 主な生産物は麦、野菜、主な産業は水産業だった。

## 歴史
- 1889年（明治22年）4月1日 - 町村制の施行により、羽咋郡塵浜村（ちりはまむら）が単独で村制を施行。
- 1918年（大正7年） - 村内に能登織物の工場が開場。
- 1927年（昭和8年）9月1日 - 千里浜村に改称。
- 1954年（昭和29年）11月3日 - 羽咋町、粟ノ保村、一ノ宮村、越路野村、富永村、上甘田村、下甘田村の一部（上中山）が合併し羽咋町が発足。

## 教育
当村の生徒は、羽咋町千里浜村学校組合立羽咋小学校（現・羽咋市立羽咋小学校）、羽咋中学校に通っていた。

## 神社・仏閣
- 千里浜神社
- 宇賀神社
- 魚取神社
- 白山神社
- 明照寺